# La Forêt de mon père
Pour plus de détails, voir Fiche technique et Distribution.
La Forêt de mon père est un film dramatique belge, français et suisse, réalisé par Vero Cratzborn, sorti en 2019.

## Fiche technique
- Titre original : La Forêt de mon père
- Réalisation : Vero Cratzborn
- Scénario : Vero Cratzborn, Ève Deboise et François Verjans
- Décors : Stephan Rubens
- Costumes : Sylvie Dermigny
- Photographie : Philippe Guilbert et Matthieu Bastid
- Montage : Loredana Cristelli
- Musique : Daniel Bleikolm et Maxime Steiner
- Production : 
  - Production déléguée : Isabelle Truc
  - Coproduction : Nathalie Mesuret et Elisabeth Garbar
- Société de production : Iota Production
  - Sociétés de coproduction : Blue Monday Productions, Louise Production, RTBF, BeTV, RTS et SRG SSR
  - SOFICA : Cofinova 15
- Sociétés de distribution : Be For Films et KMBO
- Pays de production :  Belgique,  France et  Suisse
- Langue originale : français]
- Format : couleur
- Genre : drame
- Durée : 91 minutes[1]
- Dates de sortie :
  - Belgique : 3 octobre 2019 (Festival international du film francophone de Namur) ; 15 juillet 2020 (sortie nationale)[2]
  - France : 8 juillet 2020

## Distribution
- Léonie Souchaud : Gina
- Ludivine Sagnier : Carole
- Alban Lenoir : Jimmy
- Mathis Bour : Tony
- Saskia Dillais de Melo : Nora
- Carl Malapa : Nico
- Yoann Blanc : Dr Le Floch
- Marvin Dubart : le réceptionniste
- Miss Ming : une patiente à l'hôpital
- Tony Le Bacq : vigile du supermarché